# Altocrustacea
Clade
Les Altocrustacea (Altocrustacés) sont le clade qui regroupe les hexapodes ainsi que la majorité des crustacés. Ils forment le groupe frère des Oligostracés au sein des Pancrustacés.

## Publication originale
- (en) Jerome C. Regier, Jeffrey W. Shultz, Andreas Zwick, April Hussey, Bernard Ball, Regina Wetzer, Joel W. Martin et Clifford W. Cunningham, « Arthropod relationships revealed by phylogenomic analysis of nuclear protein-coding sequences », Nature, NPG et Springer Science+Business Media, vol. 463, no 7284,‎ 25 février 2010, p. 1079-83 (ISSN 1476-4687 et 0028-0836, OCLC 01586310, PMID 20147900, DOI 10.1038/NATURE08742).